# Jim Gerlach
James "Jim" Gerlach, född 25 februari 1955 i Ellwood City, Pennsylvania, är en amerikansk republikansk politiker.
Gerlach representerade delstaten Pennsylvanias sjätte distrikt i USA:s representanthus 2003–2015.
Gerlach studerade vid Dickinson College. Han avlade kandidatexamen 1977 och juristexamen 1980. Han arbetade sedan som advokat i Chester County, Pennsylvania.
Gerlach besegrade Harris Woffords son Dan Wofford i kongressvalet 2002 med 51% av rösterna mot 49% för Wofford.
Gerlach och hustrun Karen har tre barn: Katie, Jim och Rob.